# 新潟県道341号大沢小国小千谷線
新潟県道341号大沢小国小千谷線（にいがたけんどう341ごう おおさわおぐにおぢやせん）は新潟県柏崎市を起点に、同県長岡市小国地域を経由し同県小千谷市に至る一般県道である。

## 概要

### 路線データ
- 起点：新潟県柏崎市大字大沢字イラ平（新潟県道56号小千谷大沢線交点）
- 終点：新潟県小千谷市大字四ツ子字石田（国道17号交点）

## 通過する自治体
- 新潟県
  - 柏崎市 - 長岡市 - 小千谷市

## 接続する道路
- 新潟県道56号小千谷大沢線（起点：柏崎市大字大沢字イラ平、「大沢峠」南方）
- 国道403号（長岡市小国町原 - 長岡市小国町原字中川原甲で重複）
- 新潟県道171号塚山小国線（長岡市小国町原字中川原甲 - 長岡市小国町小栗山で重複）
- 国道403号（長岡市小国町小国沢）
- 新潟県道572号諏訪井太郎丸線（太郎丸交差点）
- 新潟県道445号法末真人線（長岡市小国町法末字沢田、「道見峠」西方）
- 新潟県道56号小千谷大沢線（小千谷市大字西吉谷 - 小千谷市大字東吉谷で重複）
- 新潟県道49号小千谷十日町津南線（終点：小千谷市大字四ツ子字石田）

## 周辺
- 長岡市小国診療所
- 長岡市立小国中学校
- 長岡市立上小国小学校
- 小千谷市立吉谷小学校
- 太郎丸郵便局
- ピーコック 小国工場（冷凍食品工場）
- おぐに運動公園
- 長岡市おぐに森林公園
- 信濃川